# Дятлов (Брянская область)
Дятлов — посёлок в Погарском районе Брянской области в составе Вадьковского сельского поселения.

## География
Находится в южной части Брянской области на расстоянии приблизительно 9 км на северо-восток по прямой от районного центра города Погар.

## История
Упоминается с 1920-х годов. На карте 1941 года отмечен поселение с 9 дворами.

## Население
Численность населения: 83 человека (1979 год), 28 (русские 100 %) в 2002 году, 11 в 2010.